# すどうかづみ
すどう かづみ（1954年9月21日 - ）は、日本の女優・歌手・タレント。
東京都足立区出身。

## 来歴
幼少時より、子役やCMソングの歌手として活動。
デビュー以来、「須藤リカ」→「立原和美」→「すどうかづみ」→「すどうかずみ」と芸名を変えている。
アニメ『海のトリトン』のテーマ曲を、後に大ヒットを飛ばすフォークグループ「かぐや姫」をバックに従えて歌っている。
『ウィークエンダー』（日本テレビ）のテレビ三面記事コーナーでのレポーターとしての活動が有名だが、デビュー直後には東映の女番長映画に多数出演していることから、その姿が強く印象に残っている男性も多い。
歌も非常に上手で、何でもこなせるタイプの多芸な人物。
平成時代に入ってからもテレビショッピング番組等に出演していたが、「母親の介護が多忙になり芸能活動を控えざるを得ない」と雑誌インタビューにて発言している。

## 出演

### テレビドラマ
- 高校教師（1974年、12ch / 東宝） - 加藤和美　※須藤リカ名義
- 特別機動捜査隊 第683話「拝啓沖田総司さま」（1974年、NET / 東映） ※須藤リカ名義
- 太陽にほえろ! （NTV）
  - 第179話「親と子の條件」（1975年） - 沼田和枝　※立原和美名義
  - 第464話「我がいとしき子よ」（1981年） - 北原マリコ
- 俺たちの朝 第13話「裸踊りと染色と口惜涙」（1977年1月16日、NTV・東宝） - 染色工場の従業員
- 噂の刑事トミーとマツ 第20話「高校三年生と年上の女」（1980年、TBS）
- 遠山の金さん（1982年、ANB）
- 木曜ゴールデンドラマ 嫁と姑・おんなの立場（1983年、YTV）
- 月曜ドラマランド 意地悪ばあさん GO!GO!!ハワイの巻（1984年、CX）
- 土曜ワイド劇場 ヨロン島の謎・私が美人歌手を殺した!（1986年、ABC）

### CM
神州一味噌　ルー・みそ(1982年)

### その他のテレビ番組
- テレビ三面記事 ウィークエンダー（日本テレビ）
- ルックルックこんにちは（日本テレビ）
- お笑いオンステージ てんぷく笑劇場「軍艦おやじ奮戦記」（1980年、NHK総合）
- 花王名人劇場（1982年、関西テレビ）
- 三枝の愛ラブ!爆笑クリニック（1983年4月、関西テレビ）
- 一枚の写真（1990年、フジテレビ）

### ラジオ番組
- 突撃!歌謡大行進（文化放送）

### 映画
- おくさまは18歳 新婚教室（1971年、東宝）
- 恐怖女子高校 女暴力教室（1972年、東映京都）
- 女番長（1973年、東映京都）
- 女番長 感化院脱走（1973年、東映京都）
- 恐怖女子高校 暴行リンチ教室（1973年、東映京都)
- 女番長 タイマン勝負（1974年、東映京都)

## 著書
- 男を9倍楽しむ方法（1983年、ロングセラーズ）

## 音楽

### シングル
- 愛の宝石（1969年、クラウンレコード）
- おしゃべりな唇（1970年、クラウン）
- 琵琶湖周航の歌（1971年、クラウン）
- 海のトリトン（1972年、クラウン）、『須藤リカ/南こうせつとかぐや姫』名義でのリリース。アニメ番組「海のトリトン」のテーマ曲（本人も実写で登場）。一緒に唄ったかぐや姫は、1年後に「神田川」で大ブレイク。
- 冷えた世代（1972年、）映画「恐怖女子高校・女暴力教室」主題歌、伊勢正三作詞
- 三寺ブルース（1973年、クラウン）
- ひとり寝つづき（1980年、日本コロムビア）
- 失恋専科（1981年、日本コロムビア）
- 欲しけりゃ何でも持ってゆけ(1982年、日本コロムビア)
- 夜の東京・夢の街（青空うれしと。1984年、日本コロムビア）
- ドラゴンズ行進曲（1987年、ポリドール） - プロ野球・中日ドラゴンズの応援ソング。高杉俊价とのデュエット。